# Cuộc đời Stalin
Cuộc đời Stalin (tiếng Nga: Сталин. Live) là một bộ phim trinh thám do Boris Kazakov (II), 
Dmitry Kuzmin, Aleksandr Zakharenkov, Nikolai Kvizhinadze và Grigory Lyubomirov đạo diễn, ra mắt lần đầu năm 2007.

## Nội dung
Truyện phim tái hiện bối cảnh những năm tháng cuối cùng trong cuộc đời và đặt ra một giả thiết về cái chết của Iosif Stalin - nhân vật một thời được tôn sùng là Lãnh tụ vĩ đại (вождя народов) - từ một cơn đột quỵ trước tang lễ vào ngày 5 tháng 3 năm 1953. Cốt truyện được xây dựng trên một loạt các trường đoạn hồi tưởng, đưa đến người xem những khoảnh khắc khác nhau trong đời sống của Stalin...

## Diễn viên
- David Giorgobiani... Iosif Stalin
- Malkhaz Aslamazashvili... Lavrenty Beria
- Igor Marychev... Malenkov
- Dale Tweedy... Allen Dulles
- Alaybek Toychubekov... Mao Trạch Đông
- Andrey Shakun... Khrustalev
- Natalia Sokolova (II)... Valentina Istomina
- Vladimir Chuprikov... Nikita Khrushchev
- Yury Aleynikov... Kliment Voroshilov
- Pavel Vashchilin... Vasily Stalin
- Sergey Vershinin... Vyacheslav Molotov
- Valery Magdyash... Poskrebyshev
- Oleg Maslennikov-Voytov... Roman Karmen
- Dmitry Vysotsky... Yakov Jugashvili
- Yevgeny Yakovlev... Georgy Zhukov
- Dmitry Shcherbina... Valery Chkalov
- Yulia Vayshnur... Varenka

## Ê-kíp
- Thiết kế sản xuất: Jemal Mirzashvili